# Malagalu, Channapatna
Malagalu là một làng thuộc tehsil Channapatna, huyện Ramanagara, bang Karnataka, Ấn Độ.